# Papiliocoelotes
Papiliocoelotes – rodzaj pająków z rodziny lejkowcowatych. Obejmuje 5 opisanych gatunków.

## Morfologia
Pająki osiągające od 4 do 7 mm długości ciała. Karapaks mają prawie gruszkowaty w obrysie, ubarwiony blado z czarnymi paskami rozchodzącymi się promieniście. Szczękoczułki mają od jednego do trzech zębów na krawędziach przednich i dwa na krawędziach tylnych. Ubarwienie sternum jest żółtawe. Kolejność par odnóży od najdłuższej do najkrótszej to: IV, I, II, III. Na niemal owalnej opistosomie (odwłoku) widnieje wzór w formie jodełki. 
Genitalia samicy mają płytkę płciową pozbawioną zębów, o kapturkach położonych środkowo-bocznie lub tylno-bocznie, zaopatrzoną w mały lub słabo wyróżnialny przedsionek, o otworach kopulacyjnych umieszczonych pośrodkowo lub tylno-środkowo, zesklerotyzowanych i spiralnie skręconych przewodach kopulacyjnych oraz ulokowanych tylnie spermatekach z niewyraźnie zaznaczonymi główkami. Nogogłaszczki samca mają rzepkę z apofizą i kłykciem, goleń z apofizą retrolateralną wystającą poza jej odsiebną krawędź, tegulum z apofizą tegularną, szeroki konduktor oraz nitkowaty i dość krótki embolus.

## Ekologia i występowanie
Przedstawiciele rodzaju występują endemicznie w Chinach, będąc znanymi wyłącznie z Hunanu i Hubei. Wszystkie gatunki są troglobiontami zamieszkującymi jaskinie.

## Taksonomia
Takson ten wprowadzony został w 2016 roku przez Zhao Zhe i Li Shuqianga na łamach „ZooKeys”. W tej samej publikacji opisano wszystkie jego gatunki, typowym wyznaczając P. yezhouensis. Nazwę rodzajową utworzono przez połączenie nazw paź (Papilio) i norosz (Coelotes), z których ta pierwsza nawiązywać ma do motylkowatego kształtu endogyne pająka. Wyniki analiz filogenetycznych z 2022 i 2023 roku wskazują, że Papiliocoelotes zajmuje pozycję siostrzaną względem rodzaju Vappolotes, tworząc z nimi klad siostrzany dla Spiricoelotes. Klad tworzony przez te trzy rodzaje zajmuje z kolei pozycję siostrzaną dla Longicoelotes, tworząc z nim klad siostrzany dla Platocoelotes.
Do rodzaju tego należy 5 opisanych gatunków:
- Papiliocoelotes guanyinensis Zhao et Li, 2016
- Papiliocoelotes guitangensis Zhao et Li, 2016
- Papiliocoelotes jiepingensis Zhao et Li, 2016
- Papiliocoelotes meiyuensis Zhao et Li, 2016
- Papiliocoelotes yezhouensis Zhao et Li, 2016